# Стефан Лихтщайнер
Стефан Лихтщайнер (Stephan Lichtsteiner) е бивш швейцарски футболист, играещ като десен защитник. Лихтщайнер започва кариерата си в Грасхопер през сезон 2001-2002. През 2004-05 той преминава в отбора от френската Лига 1 – Лил. Още през първия си сезон се утвърждава като титуляр, а в последната си година отбелязва 4 гола. След Евро 2008 подписва за 4 години с италианския Лацио. От сезон 2011-12 е играч на Ювентус. Печели скудетото три предни сезона със „Старата Госпожа“ и е несменяем титуляр по десния фланг. Наричан е от пресата в Италия „Форест Гъмп“ заради бързината му.